# Ernst Rudolf Huber

Unterschrift von Ernst Rudolf Huber

Ernst Rudolf Huber (* 8. Juni 1903 in Oberstein; † 28. Oktober 1990 in Freiburg im Breisgau) war ein deutscher Staatsrechtler und „Kronjurist“ des „Dritten Reiches“. In der Zeit des Nationalsozialismus war er einer der führenden Verfassungsrechtler und rechtfertigte die seinerzeitige Diktatur. Bezüglich seiner Tätigkeit nach 1945 ist er am meisten bekannt für seine achtbändige Deutsche Verfassungsgeschichte seit 1789, welche die Zeitspanne 1789–1933 – mit Schwerpunkt Preußen – umfasst und von 1957 bis 1991 erschien.

## Leben
Geboren wurde Ernst Rudolf Huber am 8. Juni 1903 in Oberstein an der Nahe (heute Idar-Oberstein), das im Fürstentum Birkenfeld, einer Exklave des Großherzogtums Oldenburg, lag. Seine Eltern waren der mittelständische Kaufmann August Rudolf Huber (1868–1943) und dessen Ehefrau Helene, geborene Wild (1874–1955). Huber war evangelischer Konfession. Als Jugendlicher engagierte er sich in der Jugendbewegung und war an der Gründung des Nerother Wandervogels beteiligt.

## Beruf

### Vor 1933
Huber war ein Schüler des antidemokratischen Staatsrechtlers Carl Schmitt, bei dem er 1926 über ein staatskirchenrechtliches Thema zu Artikel 138 der Weimarer Reichsverfassung promoviert wurde. Nach der Habilitation 1931 bei Heinrich Göppert mit einer wirtschaftsrechtlichen Arbeit lehrte er zunächst als Privatdozent an der Universität Bonn. 1932 war er unter der Leitung von Carl Schmitt als Rechtsberater der Präsidialkabinette von Papen und von Schleicher tätig und assistierte Schmitt bei den Vorbereitungen zum Prozess Preußen contra Reich.
Bereits lange vor einer möglichen Machtübernahme der NSDAP war Huber ein erklärter und tatkräftiger Gegner der Weimarer Republik und propagierte einen autoritären Führerstaat ähnlich – aus seiner Sicht – dem Kaiserreich von 1871 bis 1918. Dies ist umfangreich dokumentiert in den über sechzig Kommentaren zum Zeitgeschehen, die er unter verschiedenen Pseudonymen vor 1933 veröffentlichte.

### 1933 bis 1945
Am 28. April 1933 wurde Huber an die Universität Kiel berufen und trat zum 1. Mai 1933 der NSDAP bei (Mitgliedsnummer 3.144.494). In Kiel profitierte er als Nachfolger des renommierten Staatsrechtslehrers und Richters am Ständigen Internationalen Gerichtshof in Den Haag Walther Schücking von dessen Entlassung. Schücking war aus politischen Gründen auf der Grundlage des Gesetzes zur Wiederherstellung des Berufsbeamtentums am 25. April 1933 zunächst beurlaubt und noch im selben Jahr zwangsweise aus dem Staatsdienst entlassen worden. Ernst Rudolf Huber bildete mit seinen Kollegen Georg Dahm, Karl Larenz, Karl Michaelis, Franz Wieacker, Karl August Eckhardt, Paul Ritterbusch, Friedrich Schaffstein und Wolfgang Siebert die sogenannte Kieler Schule – auch offiziell als „Stoßtruppfakultät“ bezeichnet –, die für eine „Rechtserneuerung“ im Dienste des NS-Regimes eintrat.
1937 folgte Huber einem Ruf an die renommierte Universität Leipzig und wechselte 1941 von dort an die neu gegründete Reichsuniversität Straßburg. Dort organisierte er den Aufbau der Rechts- und Staatswissenschaftlichen Fakultät. Im November 1944 setzte er sich angesichts des Vormarsches der Westalliierten ins rechtsrheinische Deutschland ab. Dort erhielt er im Wintersemester 1944/45 auf Vermittlung seines Freundes und früheren Bonner Mitdoktoranden Ernst Forsthoff zunächst einen Lehrauftrag an der Universität Heidelberg. Im Frühjahr 1945 zog er sich als Privatmann mit seiner Familie nach Falkau in den Hochschwarzwald zurück, wo die Familie Hubers zeitweilig mit der Familie des Historikers Hermann Heimpel unter einem Dach wohnte.
Huber war in der Zeit des Nationalsozialismus einer der führenden Staatsrechtler und gilt deshalb in der historischen Forschung als einer der „Kronjuristen“ des Dritten Reiches. 1937 legte er eine Gesamtdarstellung des nationalsozialistischen Rechts im Führerstaat unter dem Titel Verfassung vor, die 1939 als Verfassungsrecht des Großdeutschen Reiches in zweiter Auflage erschien. Hierin sprach er von der „völligen Ausschaltung des Judentums“ und gehörte damit zur Gruppe jener Juristen, die die Nürnberger Gesetze von 1935 unterstützt und über die universitäre Lehre verbreitet haben. Weiterhin verfasste er eine Studie zur Militärverfassungsgeschichte (Heer und Staat in der deutschen Geschichte, 1938) sowie mehrere ideengeschichtliche Aufsätze, die eine unveröffentlichte Gesamtdarstellung bildeten. Huber war von 1934 bis 1944 zusammen mit seinen Kieler Kollegen aus der Nationalökonomie, Hermann Bente und Andreas Predöhl, Herausgeber der Zeitschrift für die gesamte Staatswissenschaft, bis deren Erscheinen im September 1944 zunächst eingestellt wurde.
Hubers Auffassung zu persönlichen Freiheitsrechten und zur Unabhängigkeit der Rechtsprechung sind unter anderem durch folgende Aussagen belegt:

„Insbesondere die Freiheitsrechte des Individuums (…) sind mit dem Prinzip des völkischen Rechts nicht vereinbar. Es gibt keine persönliche, vorstaatliche und außerstaatliche Freiheit des Einzelnen, die vom Staat zu respektieren wäre.“

„Das lebendige völkische Recht wird im Volke in erster Linie durch den Führer verwirklicht, und der rechtsprechende Richter des neuen Reiches ist notwendig dem Führerwillen, der eben Ausdruck des höchsten Rechts ist, untergeordnet.“

### Nach 1945
Nach dem Ende der nationalsozialistischen Diktatur wohnte Huber mit seiner Familie zunächst weiterhin in Falkau (Schwarzwald) und ab 1949 in Freiburg. Mit Carl Schmitt, Reinhard Höhn und Otto Koellreutter gehörte er zu den wenigen Rechtswissenschaftlern, denen aufgrund ihrer NS-Belastung eine Rückkehr an die Universität über längere Zeit verweigert wurde. In dieser Zeit fertigte er Rechtsgutachten an, schrieb einige kleinere Aufsätze und arbeitete in der Redaktion des Archivs des öffentlichen Rechts mit. 1952 erhielt er eine Honorarprofessur an der Universität Freiburg im Breisgau. Nach mehreren gescheiterten Berufungsverfahren erhielt er 1957 eine Professur an der Hochschule für Sozialwissenschaften Wilhelmshaven-Rüstersiel. Nach der Eingliederung dieser kleinen Hochschule in die Universität Göttingen war er von 1962 bis 1968 dort tätig.
1956 wurde Huber nach längeren Diskussionen über seine NS-Vergangenheit wieder in die Vereinigung der Deutschen Staatsrechtslehrer aufgenommen. 1966 berief man ihn als ordentliches Mitglied in die Akademie der Wissenschaften zu Göttingen. Später wurde er auch Mitglied der Vereinigung für Verfassungsgeschichte.
Neben der monumentalen Deutschen Verfassungsgeschichte seit 1789, die in acht Bänden mit über 7700 Seiten zwischen 1957 und 1991 erschien und ein „klassisches“ Beispiel einer „engen, auf Preußen konzentrierten Geschichtsschreibung“ (Elisabeth Fehrenbach) darstellt, veröffentlichte Huber sein in erster Auflage im Jahr 1932 erschienenes einbändiges Buch zum Wirtschaftsverwaltungsrecht 1953/54 in zweiter Auflage in zwei Bänden – und damit deutlich erweitert. Außer mehreren Monographien und Festschriftbeiträgen erschienen 1965 und 1975 zwei Aufsatzsammlungen.

## Privates
Huber war ab 1933 mit Tula Simons, einer Tochter des Reichsgerichtspräsidenten Walter Simons und Schwester von Hans Simons, verheiratet. Diese war in der Weimarer Zeit Assistentin von Carl Schmitt und nach 1945 als Rechtsanwältin in Freiburg tätig. Aus dieser Ehe stammen insgesamt fünf Söhne, u. a. der Bonner Zivilrechtsprofessor Ulrich Huber und der frühere Ratsvorsitzende der Evangelischen Kirche in Deutschland und Berlin-Brandenburger Landesbischof Wolfgang Huber, der mit seinem Vater zusammen eine fünfbändige Quellensammlung zum deutschen Staatskirchenrecht des 19. und frühen 20. Jahrhunderts herausgab. Während seiner Göttinger Zeit (1962–1968) lebte Huber zeitweise in Wohngemeinschaft mit seinem damals Evangelische Theologie studierenden Sohn Wolfgang. Nach seiner Emeritierung 1968 wohnte Huber in Freiburg i. Br.
Der Nachlass von Huber befindet sich im Bundesarchiv Koblenz.

## Schriften (Auszug)
Tula Huber-Simons, Albrecht Huber: Bibliographie der Veröffentlichungen von Ernst Rudolf Huber. In: Ernst Forsthoff, Werner Weber, Franz Wieacker (Hrsg.): Festschrift für Ernst Rudolf Huber zum 70. Geburtstag am 8. Juni 1973. Otto Schwartz, Göttingen 1973 (= Göttinger Rechtswissenschaftliche Studien, 88), ISBN 978-3-509-00638-4, S. 385–416 (Bücher, Editionen, Aufsätze, Besprechungen).
- Die Garantie der kirchlichen Vermögensrechte in der Weimarer Verfassung. Zwei Abhandlungen zum Problem der Auseinandersetzung von Staat und Kirche, Mohr Siebeck, Tübingen 1927.
- Verträge zwischen Staat und Kirche im Deutschen Reich, Marcus, Breslau 1930 (= Abhandlungen aus dem Staats- und Verwaltungsrecht sowie aus dem Völkerrecht, 44).
- Das Deutsche Reich als Wirtschaftsstaat, Mohr Siebeck, Tübingen 1931 (= Recht und Staat in Geschichte und Gegenwart, 85).
- Wirtschaftsverwaltungsrecht. Institutionen des öffentlichen Arbeits- und Unternehmensrechts, Mohr Siebeck, Tübingen 1932.
- Reichsgewalt und Staatsgerichtshof, Stalling, Oldenburg i. O. 1932 (= Schriften an die Nation, 42).
- Die Gestalt des deutschen Sozialismus, Hanseatische Verlagsanstalt, Hamburg 1934 (= Der deutsche Staat der Gegenwart, 2).
- Neue Grundbegriffe des hoheitlichen Rechts, Junker & Dünnhaupt, Berlin 1935 (= Grundfragen der neuen Rechtswissenschaft).
- Vom Sinn der Verfassung. Rede, gehalten am 30. Januar 1935, anläßlich der Feier des Reichsgründungstags und des Tages der deutschen Revolution, Hanseatische Verlagsanstalt, Hamburg 1935 (= Kieler Universitätsreden, N. F. 4).
- Wesen und Inhalt der politischen Verfassung, Hanseatische Verlagsanstalt, Hamburg 1935 (= Der deutsche Staat der Gegenwart, 16).
- Verfassung, Hanseatische Verlagsanstalt, Hamburg 1937; zweite stark erweiterte Ausgabe unter dem Titel: Verfassungsrecht des Großdeutschen Reiches, Hanseatische Verlagsanstalt, Hamburg 1939.
- Staat und Wirtschaft. Industrieverlag Verlag Spaeth & Linde, Berlin 1938 (= Grundlagen, Aufbau und Wirtschaftsordnung des national-sozialistischen Staates, 19).
- Friedrich Christoph Dahlmann und die deutsche Verfassungsbewegung, Hanseatische Verlagsanstalt, Hamburg 1937.
- Heer und Staat in der deutschen Geschichte, Hanseatische Verlagsanstalt, Hamburg 1938, 2. Auflage 1943.
- Der Volksgedanke in der Revolution von 1848, Deutscher Rechtsverlag, Berlin 1940.
- Verfassungskrisen des Zweiten Reiches, Barth, Leipzig 1940 (= Leipziger Universitätsreden, 1).
- Rechtliche Gestaltung des öffentlichen Amtes und rechtliche Gestaltung des privaten Anstellungsverhältnisses. Relazione presentata al 1. Convegno in Roma, l' 2 giugno 1938 XVII. Hrsg. vom Comitato Giuridico-Italo Germanico, Rom 1939.
- Der Kampf um die Führung im Weltkrieg, Hanseatische Verlagsanstalt, Hamburg 1941 (= Hanseaten-Bücherei).
- Die verfassungsrechtliche Stellung des Beamtentums. In: Festschrift für Heinrich Siber, Weicher Verlag, Bd. 1, Berlin 1941 (= Leipziger rechtswissenschaftliche Studien, 124), S. 275–325.
- Bau und Gefüge des Reiches. Hanseatische Verlagsanstalt, Hamburg 1941.
- Aufstieg und Entfaltung des deutschen Volksbewusstseins. Rede, gehalten bei der Wiedereröffnung der Reichsuniversität Straßburg am 24. November 1941, Hünenburg-Verlag, Straßburg 1942.
- (Hrsg.): Idee und Ordnung des Reiches. 2 Teile, Hanseatische Verlagsanstalt, Hamburg 1943.
- Goethe und der Staat, Straßburg 1944.
- Wirtschaftsverwaltungsrecht, 2 Bde., Mohr Siebeck, 2. Auflage, Tübingen 1953/54.
- Deutsche Verfassungsgeschichte seit 1789, 8 Bde., Kohlhammer, Stuttgart 1957–1991,
  - Band 1: Reform und Restauration 1789 bis 1830, Stuttgart 1957, 2. Auflage, Stuttgart 1990, ISBN 3-17-002501-5;
  - Band 2: Der Kampf um Einheit und Freiheit 1830 bis 1850, Stuttgart 1960, 3. Auflage, Stuttgart 1988, ISBN 3-17-009741-5;
  - Band 3: Bismarck und das Reich, Stuttgart 1963, 3. Auflage, Stuttgart 1988, ISBN 3-17-010099-8;
  - Band 4: Struktur und Krisen des Kaiserreichs, Stuttgart 1969, 2. Auflage, Stuttgart 1982, ISBN 3-17-007471-7;
  - Band 5: Weltkrieg, Revolution und Reichserneuerung. 1914–1919, Stuttgart 1978, ISBN 3-17-001055-7;
  - Band 6: Die Weimarer Reichsverfassung, Stuttgart 1981, ISBN 3-17-001056-5;
  - Band 7: Ausbau, Schutz und Untergang der Weimarer Republik, Stuttgart 1984, ISBN 3-17-008378-3;
  - Band 8: Registerband, Stuttgart 1991, ISBN 3-17-010835-2.
- Zur Problematik des Kulturstaats, Mohr Siebeck, Tübingen 1958 (= Recht und Staat in Geschichte und Gegenwart, 212).
- Selbstverwaltung der Wirtschaft, Kohlhammer, Stuttgart 1958.
- Das Empfehlungsverbot. Eine kartellrechtliche Studie, Kohlhammer, Stuttgart 1959.
- Nationalstaat und Verfassungsstaat. Studien zur Geschichte der modernen Staatsidee, Kohlhammer, Stuttgart 1965.
- Grundgesetz und wirtschaftliche Mitbestimmung, Kohlhammer, Stuttgart 1970.
- (Hrsg. gemeinsam mit Wolfgang Huber): Staat und Kirche im 19. und 20. Jahrhundert. Dokumente zur Geschichte des deutschen Staatskirchenrechts, 5 Bde., Duncker u. Humblot, Berlin 1973–1995; Nachdruck: Wissenschaftliche Buchgesellschaft, Darmstadt 2014, ISBN 978-3-534-26462-9.
  - Band 1: Staat und Kirche vom Ausgang des alten Reichs bis zum Vorabend der bürgerlichen Revolution, Berlin 1973, ISBN 978-3-428-02988-4;
  - Band 2: Staat und Kirche im Zeitalter des Hochkonstitutionalismus und des Kulturkampfs. 1848–1890, Berlin 1976, ISBN 978-3-428-03630-1;
  - Band 3: Staat und Kirche von der Beilegung des Kulturkampfs bis zum Ende des Ersten Weltkriegs, 2. Auflage, Berlin 1990, ISBN 978-3-428-05268-4;
  - Band 4: Staat und Kirche in der Zeit der Weimarer Republik, Berlin 1988, ISBN 978-3-428-06362-8;
  - Band 5: Register. Bearb. von Rupprecht Stiefel, Berlin 1995, ISBN 978-3-428-08362-6.
- Bewahrung und Wandlung. Studien zur deutschen Staatstheorie und Verfassungsgeschichte, Duncker u. Humblot, Berlin 1975, ISBN 978-3-428-03278-5.
- (Hrsg.): Dokumente zur deutschen Verfassungsgeschichte, 3 Bde., Kohlhammer, Stuttgart 1961–1966; 3. Auflage, 5 Bde., Kohlhammer, Stuttgart, Berlin, Köln 1978–1997.
  - Band 1: Deutsche Verfassungsdokumente 1803–1850, Kohlhammer, Stuttgart, Berlin, Köln 1961, 3. Auflage 1978, ISBN 978-3-17-001844-0;
  - Band 2: Deutsche Verfassungsdokumente 1851–1900, Kohlhammer, Stuttgart, Berlin, Köln 1964, 3. Auflage 1986, ISBN 978-3-17-001845-7;
  - Band 3: Deutsche Verfassungsdokumente 1900–1918, Kohlhammer, Stuttgart, Berlin, Köln, 3. Auflage 1990, ISBN 978-3-17-005060-0;
  - Band 4: Deutsche Verfassungsdokumente 1919–1933, Kohlhammer, Stuttgart, Berlin, Köln, 3. Auflage 1992, ISBN 978-3-17-011718-1;
  - Band 5: Registerband. Bearb. von Gerhard Granier, Kohlhammer, Stuttgart, Berlin, Köln 1997, ISBN 978-3-17-014369-2.

## Sonstige Medien
- Feature: Über Carl Schmitt und Ernst Rudolf Huber. In: Deutschlandradio Kultur, 27. Januar 2016, Textversion NS-Juristen und ihre Rolle nach 1945.